# Zofia Neymanowa
Zofia Neymanowa (ur. 13 maja 1910, zm. 14 czerwca 1987) – historyczka sztuki, muzealniczka, badaczka i popularyzatorka etnografii, dyrektorka Muzeum Okręgowego w Sieradzu.

## Życiorys
Urodzona w 1910 w Pińczowie; jej rodzicami byli Ludwik Waręski (zm. 1920) oraz Julia Łuniewska (zm. 1921). W 1924 zamieszkiwała u brata ciotecznego, dr. Witolda Łuniewskiego w Tworkach pod Warszawą. W latach 1930–1938 studiowała na Uniwersytecie Warszawskim historię sztuki i filologię polską. Uzyskała dyplom magistra z obu kierunków i przygotowywała rozprawę doktorską, lecz karierę naukową przerwała jej II wojna światowa. Okres okupacji spędziła u krewnych pod Warszawą, a po wojnie pracowała jako nauczycielka w Sieradzu. Później poświęciła się – jako kierownik Muzeum Regionalnego – kulturze ludowej i twórczości współczesnych artystów ludowych regionu sieradzkiego. W 1940 zawarła związek małżeński ze Stefanem Dobiesławem Neymanem, z którym miała syna Przemysława. Zmarła w 1987 w Sieradzu, pochowana na cmentarzu parafialnym w Warcie.

## Praca zawodowa
W latach 1945–1951 pracowała jako nauczycielka języka polskiego w gimnazjum i liceum ogólnokształcącym w Sieradzu. W 1948 została mianowana kustoszem muzeum, które zostało oficjalnie otworzone dopiero w 1961; przez wiele lat nadzorowała prace remontowe XV-wiecznej kamienicy w Sieradzu. Tworząc Muzeum Okręgowe w Sieradzu szczególną uwagę poświęciła organizacji zbiorów i wystaw kultury ludowej regionu. Dzięki prowadzonym przez nią badaniom etnograﬁcznym odkryte zostały istniejące jeszcze ośrodki ludowego rękodzieła, a dzięki inicjowanym przez nią konkursom i wystawom wielu młodych mieszkańców wsi sieradzkiej mogło kontynuować rękodzielnicze tradycje.
W latach 70. również prezentowała polską sztukę ludową za granicą. W 1975 z upoważnienia Ministerstwa Kultury i Sztuki uczestniczyła w realizowaniu polskiej części ogólnoeuropejskiej wystawy etnograficznej pod patronatem UNESCO „Miłość i małżeństwo” w Antwerpii i Liège. W latach 1958–1977 napisała wiele artykułów publikowanych w "Łódzkich Studiach Etnograficznych", "Pracach i Materiałach MAiE" oraz w katalogach wystaw i w przewodniku turystyczno-krajoznawczym. Przez kilka kadencji była radną Wojewódzkiej Rady Narodowej w Łodzi, działała w Wojewódzkiej Komisji Kultury i Sztuki. Od 1960 była czynnym członkiem PTL, prezesem oddziału łódzkiego (1979–82), gdzie przez trzy następne kadencje należała do Zarządu Głównego, a w 1976–1980 pełniła funkcję zastępcy sekretarza generalnego. W 1984 za działalność naukową otrzymała nagrodę im. Oskara Kolberga.
Działała społecznie w Polskim Towarzystwie Ludoznawczym, w którym już po przejściu na emeryturę pełniła funkcję prezesa oddziału łódzkiego.

## Wybrane publikacje
- Wnętrze chaty w Załęczu Wielkim (1961)
- Sieradzka sztuka obrzędowa i zabawkarstwo ludowe (1965)
- Sieradzkie kowalstwo ludowe (1967)
- Sieradzkie – łaskie (1972)[2]